# Circuit Gilles Villeneuve
Koordinati:   45°30′0″N, 73°31′22″W
Circuit Gilles Villeneuve (prvotno Circuit de l'île Notre-Dame) je dirkališče, ki leži na umetnem otoku Notre-Dame v mestu Montreal, Kanada. Najbolj je znano kot vsakoletno prizorišče Velike nagrade Kanade, leta 2007 pa bo gostilo tudi dirko serije NASCAR Busch Series. Med letoma 2002 in 2006 je gostilo še dirko serije Champ Car World Series. Dirkališče je poimenovanem po pokojnem legendarnem kanadskem dirkaču, Gillesu Villeneuvu. 
Dirkališče je zelo hitro, kljub temu je cestno. Kot tako nima velikih izletnih con, zato se je že veliko tudi izkušenih dirkačev iz tega razloga predčasno končalo dirko. Posebej znan del proge je zid na zunanji strani izhoda iz zadnje šikane. Na Veliki nagradi Kanade 1999 so v ta zid, ki ima zdaj napis Bienvenue au Québec (»Dobrodošli v Quebec«) in vzdevek Mur du Québec (»Quebecov zid«), prileteli kar štirje svetovni prvaki, Damon Hill, Michael Schumacher, Jacques Villeneuve in Fernando Alonso. Od takrat je znan kot »Zid svetovnih prvakov«.

## Zmagovalci
| Sezona | Zmagovalec         | Moštvo              | Poročilo |
| ------ | ------------------ | ------------------- | -------- |
| 2025   | George Russell     | Mercedes            | Poročilo |
| 2024   | Max Verstappen     | Red Bull-Honda RBPT | Poročilo |
| 2023   | Max Verstappen     | Red Bull-Honda RBPT | Poročilo |
| 2022   | Max Verstappen     | Red Bull-RBPT       | Poročilo |
| 2019   | Lewis Hamilton     | Mercedes            | Poročilo |
| 2018   | Sebastian Vettel   | Ferrari             | Poročilo |
| 2017   | Lewis Hamilton     | Mercedes            | Poročilo |
| 2016   | Lewis Hamilton     | Mercedes            | Poročilo |
| 2015   | Lewis Hamilton     | Mercedes            | Poročilo |
| 2014   | Daniel Ricciardo   | Red Bull-Renault    | Poročilo |
| 2013   | Sebastian Vettel   | Red Bull-Renault    | Poročilo |
| 2012   | Lewis Hamilton     | McLaren-Mercedes    | Poročilo |
| 2011   | Jenson Button      | McLaren-Mercedes    | Poročilo |
| 2010   | Lewis Hamilton     | McLaren-Mercedes    | Poročilo |
| 2008   | Robert Kubica      | BMW Sauber          | Poročilo |
| 2007   | Lewis Hamilton     | McLaren-Mercedes    | Poročilo |
| 2006   | Fernando Alonso    | Renault             | Poročilo |
| 2005   | Kimi Räikkönen     | McLaren-Mercedes    | Poročilo |
| 2004   | Michael Schumacher | Ferrari             | Poročilo |
| 2003   | Michael Schumacher | Ferrari             | Poročilo |
| 2002   | Michael Schumacher | Ferrari             | Poročilo |
| 2001   | Ralf Schumacher    | Williams-BMW        | Poročilo |
| 2000   | Michael Schumacher | Ferrari             | Poročilo |
| 1999   | Mika Häkkinen      | McLaren-Mercedes    | Poročilo |
| 1998   | Michael Schumacher | Ferrari             | Poročilo |
| 1997   | Michael Schumacher | Ferrari             | Poročilo |
| 1996   | Damon Hill         | Williams-Renault    | Poročilo |
| 1995   | Jean Alesi         | Ferrari             | Poročilo |
| 1994   | Michael Schumacher | Benetton-Ford       | Poročilo |
| 1993   | Alain Prost        | Williams-Renault    | Poročilo |
| 1992   | Gerhard Berger     | McLaren-Honda       | Poročilo |
| 1991   | Nelson Piquet      | Benetton-Ford       | Poročilo |
| 1990   | Ayrton Senna       | McLaren-Honda       | Poročilo |
| 1989   | Thierry Boutsen    | Williams-Renault    | Poročilo |
| 1988   | Ayrton Senna       | McLaren-Honda       | Poročilo |
| 1986   | Nigel Mansell      | Williams-Honda      | Poročilo |
| 1985   | Michele Alboreto   | Ferrari             | Poročilo |
| 1984   | Nelson Piquet      | Brabham-BMW         | Poročilo |
| 1983   | René Arnoux        | Ferrari             | Poročilo |
| 1982   | Nelson Piquet      | Brabham-BMW         | Poročilo |
| 1981   | Jacques Laffite    | Ligier-Matra        | Poročilo |
| 1980   | Alan Jones         | Williams-Ford       | Poročilo |
| 1979   | Alan Jones         | Williams-Ford       | Poročilo |
| 1978   | Gilles Villeneuve  | Ferrari             | Poročilo |